# Jonas Kaufmann
Jonas Kaufmann (Monaco di Baviera, 10 luglio 1969) è un tenore tedesco.

## Biografia
Kaufmann completa i suoi studi musicali a Monaco e comincia la sua carriera professionale allo Staatstheater di Saarbrücken nel 1994; viene presto invitato a fare altri debutti in importanti teatri tedeschi, tra cui il teatro dell'opera di Stoccarda e l'Opera di Amburgo; nel 1997-98 è a lungo impegnato con il Piccolo Teatro di Milano per l'ultima, geniale produzione di Giorgio Strehler: Così fan tutte di Mozart. Viene presto invitato anche in teatri stranieri, quali il Lyric Opera of Chicago, l'Opéra national de Paris e infine torna a Milano, ma stavolta per La Scala.
Nel 1999 debutta al Festival di Salisburgo, con il Doktor Faust di Ferruccio Busoni, mentre nel 2003 vi ritorna nel ruolo di Belmonte ne Il ratto dal serraglio di Mozart e per i concerti della nona sinfonia di Beethoven.
Nel 2006 interpreta il ruolo di Don José nella Carmen di Bizet alla Royal Opera House, a Covent Garden, Londra.

Nel 2008 ha il ruolo di Alfredo ne La traviata alla Metropolitan Opera House e al Covent Garden. Nel maggio dello stesso anno debutta nel ruolo di Cavaradossi nella Tosca di Puccini 
In seguito si esibisce anche nella Manon, a Chicago, e nel Lohengrin di Wagner.
Nel 2009 inaugura la stagione della Scala con Carmen.
Nel 2010 inaugura il Festival wagneriano di Bayreuth con Lohengrin e canta Fidelio al Festival di Lucerna con Nina Stemme diretto da Claudio Abbado di cui esiste un CD live della Decca.
Realizza le sue prime registrazioni con la Decca Records, pubblicate nel gennaio 2008. Registra anche un ciclo di musiche di Schubert con la stessa casa editrice e per l'EMI registra Madama Butterfly nel ruolo di Pinkerton.
Il 7 dicembre 2012 interpreta Lohengrin alla Scala di Milano diretto da Daniel Barenboim, con grande successo personale.
Il 21 febbraio 2017 Jonas Kaufmann è stato eletto nuovo Accademico Onorario di Santa Cecilia.
È stato sposato con il mezzosoprano Margarete Joswig fino al 2014, dal 2018 è sposato con la regista d'opera Christiane Lutz; ha avuto tre figli dalla prima unione e uno dalla seconda.
Tifoso del Bayern Monaco, ha prestato la sua voce al nuovo inno della squadra per il 125° anniversario, basato sulla celebre Montagne verdi di Marcella Bella e col ritornello in italiano cantato dal tenore.

## Repertorio
| Ruolo                                 | Titolo                         | Autore      |
| ------------------------------------- | ------------------------------ | ----------- |
| Ekkehard                              | Ekkehard                       | Abert       |
| Florestan Jaquino                     | Fidelio                        | Beethoven   |
| Flavio                                | Norma                          | Bellini     |
| Faust                                 | La damnation de Faust          | Berlioz     |
| Don José                              | Carmen                         | Bizet       |
| Peter Grimes                          | Peter Grimes                   | Britten     |
| Maurizio di Sassonia                  | Adriana Lecouvreur             | Cilea       |
| Andrea Chénier                        | Andrea Chénier                 | Giordano    |
| Faust                                 | Faust                          | Gounod      |
| Königssohn                            | Königskinder                   | Humperdinck |
| Canio                                 | Pagliacci                      | Leoncavallo |
| Hasan                                 | Die drei Wünsche               | Loewe       |
| Edgar Aubry                           | Der Vampyr                     | Marschner   |
| Turiddu                               | Cavalleria rusticana           | Mascagni    |
| Chevalier Des Grieux                  | Manon                          | Massenet    |
| Werther                               | Werther                        | Massenet    |
| Telemaco                              | Il ritorno d'Ulisse in patria  | Monteverdi  |
| Nerone                                | L'incoronazione di Poppea      | Monteverdi  |
| Idomeneo                              | Idomeneo Re di Creta           | Mozart      |
| Belmonte                              | Die Entführung aus dem Serail  | Mozart      |
| Ferrando                              | Così fan tutte                 | Mozart      |
| Tamino                                | Die Zauberflöte                | Mozart      |
| Tito                                  | La clemenza di Tito            | Mozart      |
| Lindoro                               | Nina, o sia La pazza per amore | Paisiello   |
| Enzo Grimaldo                         | La Gioconda                    | Ponchielli  |
| Renato Des Grieux                     | Manon Lescaut                  | Puccini     |
| Rodolfo                               | La bohème                      | Puccini     |
| Mario Cavaradossi                     | Tosca                          | Puccini     |
| Pinkerton                             | Madama Butterfly               | Puccini     |
| Dick Johnson                          | La fanciulla del West          | Puccini     |
| Ruggero                               | La rondine                     | Puccini     |
| Calaf                                 | Turandot                       | Puccini     |
| Conte d'Almaviva                      | Il barbiere di Siviglia        | Rossini     |
| Fierrabras                            | Fierrabras                     | Schubert    |
| Hans                                  | Prodaná nevěsta                | Smetana     |
| Tenore italiano                       | Der Rosenkavalier              | Strauss     |
| Bacchus Tenor                         | Ariadne auf Naxos              | Strauss     |
| Flamand                               | Capriccio                      | Strauss     |
| Whilelm                               | Mignon                         | Thomas      |
| Carlo Moor                            | I masnadieri                   | Verdi       |
| Duca di Mantova                       | Rigoletto                      | Verdi       |
| Manrico                               | Il trovatore                   | Verdi       |
| Alfredo Germont                       | La traviata                    | Verdi       |
| Don Alvaro                            | La forza del destino           | Verdi       |
| Don Carlo                             | Don Carlo                      | Verdi       |
| Radamès                               | Aida                           | Verdi       |
| Cassio Otello                         | Otello                         | Verdi       |
| Fenton                                | Falstaff                       | Verdi       |
| Tannhäuser Walther von der Vogelweide | Tannhäuser                     | Wagner      |
| Lohengrin                             | Lohengrin                      | Wagner      |
| Siegmund                              | Die Walküre                    | Wagner      |
| Tristan                               | Tristan und Isolde             | Wagner      |
| Walter von Stolzing                   | Die Meistersinger von Nürnberg | Wagner      |
| Parsifal                              | Parsifal                       | Wagner      |
| Huon                                  | Oberon                         | Weber       |

## Discografia
- Beethoven, Fidelio (Live, Lucerne Festival 2010) - Abbado/Kaufmann/Stemme, Decca
- Bizet: Carmen - Berliner Philharmoniker/Chor des Deutschen Staatsoper/Jonas Kaufmann/Magdalena Kožená/Sir Simon Rattle, 2012 Warner
- Puccini: Madama Butterfly - Angela Gheorghiu/Jonas Kaufmann, 2000 EMI/Warner
- Schubert, Die schöne Müllerin - Jonas Kaufmann/Helmut Deutsch, 2009 Decca
- Schubert: Winterreise, D. 911 - Jonas Kaufmann/Helmut Deutsch, 2014 Sony
- Strauss, Lieder - Helmut Deutsch/Jonas Kaufmann, 2006 harmonia mundi
- Verdi, Messa da requiem - Barenboim/Harteros/Garanca/Kaufmann/Pape/Orch. Teatro alla Scala, 2013 Decca
- Verdi: Aida - Anja Harteros/Jonas Kaufmann/Orchestra dell'Accademia Nazionale di Santa Cecilia/Antonio Pappano, 2015 Warner
- The Verdi Album, Jonas Kaufmann - 2013 Sony - settima posizione in Austria
- Wagner, Tenor Arias & Lieder - Jonas Kaufmann/Orchester der Deutschen Oper Berlin/Donald Runnicles, 2013 Decca
- Weber, Oberon - Hillevi Martinpelto/John Eliot Gardiner/Jonas Kaufmann/Monteverdi Choir/Orchestre Révolutionnaire et Romantique/Steve Davislim, 2005 Decca
- Puccini: Turandot - Sondra Radvanovsky, Jonas Kaufmann, Ermonela Jaho, Michele Pertusi, Orch. dell'Accademia Naz. di S. Cecilia, Antonio Pappano. Warner Classic, 2023.
- Kaufmann, 50 Grandi arie - Armiliato/Abbado/Pappano/Runnicles, 2007/2012 Decca
- Kaufmann, Arie tedesche (Mozart/Schubert/Beethoven/Wagner) - Abbado/Mahler CO, 2009 Decca
- Kaufmann, L'epoca di Puccini. The age of Puccini (Arie da opere) - Armiliato/Pappano/Fleming, 2007/2010 Decca
- Kaufmann, Romantic arias - Armiliato/Prague PO, 2007 Decca
- Kaufmann, The best of Jonas Kaufmann - Armiliato/Prague PO, 2007/2010 Decca
- Kaufmann, Verismo arias - Pappano/Accademia di S. Cecilia, 2010 Decca
- Die Superstars der Klassik, Anna Netrebko/Jonas Kaufmann/Erwin Schrott, 2011 Deutsche Grammophon - prima posizione in classifica in Austria
- Kaufmann, Du bist die Welt für mich - Jonas Kaufmann, 2014 Sony - nona posizione in Austria
- Kaufmann: The Verdi Album - Jonas Kaufmann, 2013 Sony - settima posizione in Austria
- Kaufmann: Nessun Dorma, The Puccini Album - Jonas Kaufmann, 2015 Sony - settima posizione in Spagna, ottava in Austria e decima in Germania
- Kaufmann: Dolce Vita - Jonas Kaufmann, 2016 Sony - settima posizione in Germania ed Austria

## DVD & BLU-RAY
- Beethoven: Fidelio (Zurich Opera, 2004) - Jonas Kaufmann/László Polgár (basso)/Nikolaus Harnoncourt, Arthaus Musik/Naxos
- Bizet, Carmen - Pappano/Antonacci/Kaufmann/ROH, regia Francesca Zambello, 2007 Decca
- Bizet, Carmen - Welser-Most/Kasarova/Kaufmann, 2008 Decca
- Cilea, Adriana Lecouvreur - Elder/Gheorghiu/Kaufmann/ROHO, 2011 Decca
- Gounod, Faust - Nézet-Seguin/Kaufmann/MET, 2011 Decca
- Humperdinck, Königskinder - Metzmacher/Kaufmann/Rey/Widmer, 2011 Decca
- Massenet, Werther - Plasson/Kaufmann/Koch/Tézier, 2010 Decca
- Monteverdi: Il ritorno d'Ulisse in Patria (Zurich Opera, 2002) - Jonas Kaufmann/Nikolaus Harnoncourt, regia Klaus Michael Grüber, Arthaus Musik/Naxos
- Paisiello: Nina (Zurich Opera, 2002) - Cecilia Bartoli/Jonas Kaufmann/László Polgár, regia Cesare Lievi, Arthaus Musik/Naxos
- Puccini, Tosca - Carignani/Magee/Kaufmann, 2008 Decca
- Verdi, Messa da requiem - Barenboim/Harteros/Garanca/Kaufmann/Pape/Orch. Teatro alla Scala, 2013 Decca
- Wagner, Lohengrin - Nagano/Kaufmann/Harteros/BRSO, regia Richard Jones, 2009 Decca
- Wagner: Die Walkϋre - Jonas Kaufmann/Bryn Terfel/ Deborah Voigt/James Levine, regia Robert Lepage, 2012 MetOpera
- Wagner: Parsifal - Jonas Kaufmann/Daniele Gatti, regia François Girard, 2013 MetOpera
- Kaufmann, Tosca/Carmen/Faust/Werther - Carignani/Plasson/Welser-Möst/Nézet-Séguin, 2008/2011 Decca